# Abdülkadir Koçak
Abdülkadir Koçak (* 1. Januar 1981) ist ein ehemaliger türkischer Boxer im Halbfliegengewicht.

## Erfolge
Er gewann die Goldmedaille bei den Mittelmeerspielen 2001 in Tunesien und die Goldmedaille bei den EU-Meisterschaften 2003 in Frankreich. Bei den World University Championships 2004 in der Türkei und den Mittelmeerspielen 2005 in Italien gewann er jeweils eine Bronzemedaille.
Zudem war er Teilnehmer der Weltmeisterschaften 2001 in Belfast und 2003 in Bangkok sowie der EU-Meisterschaften 2007 in Spanien.